# Okrasná rostlina

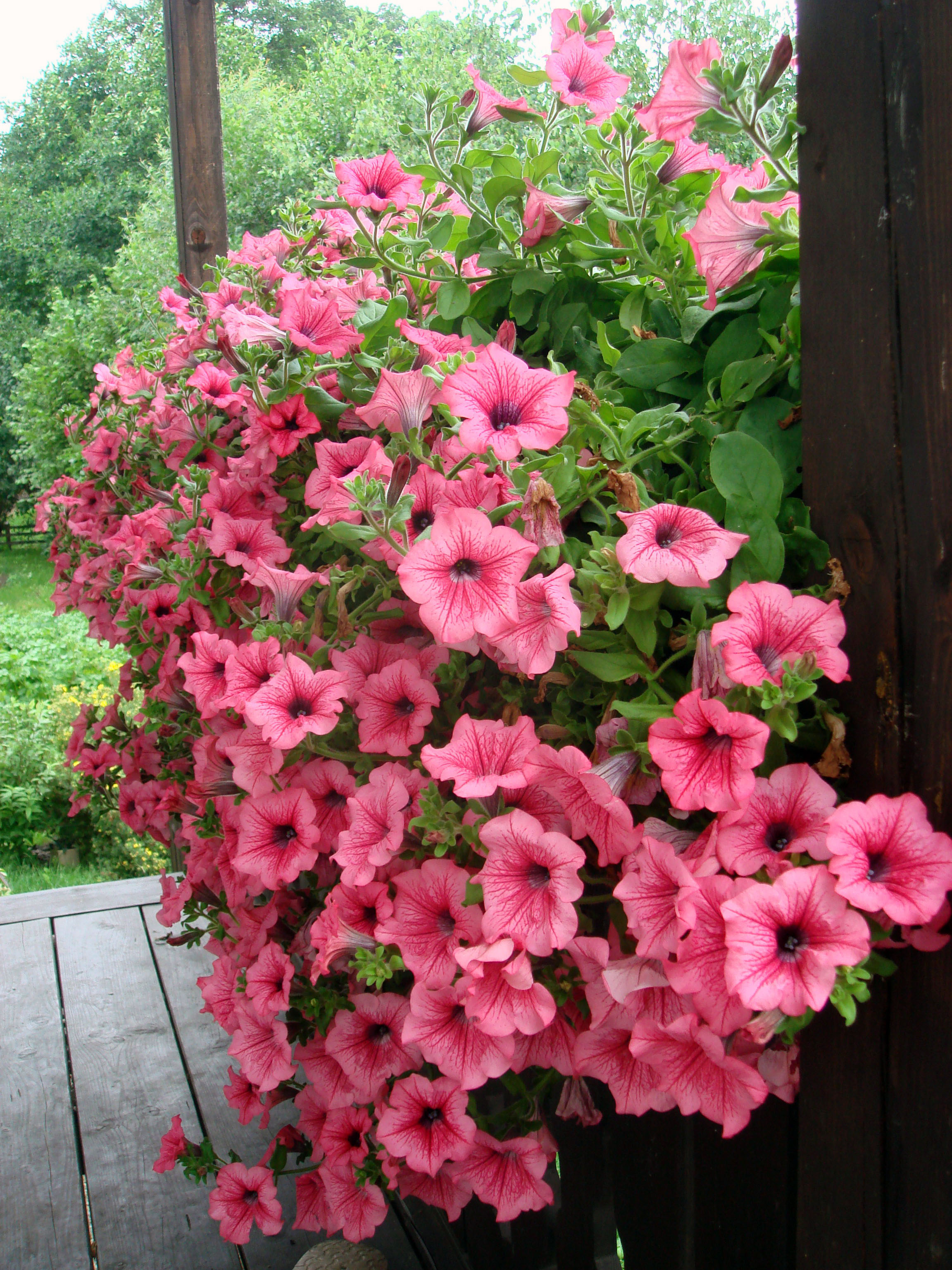
Petunie

Okrasná rostlina je rostlina pěstovaná pro svůj atraktivní vzhled (např. květy, listy, plody, habitus). Slouží jako dekorace. Okrasnými rostlinami obecně se zabývá zahradnictví. Okrasné rostliny mohou být byliny, nebo dřeviny, které mají i jiné technické využití. Okrasné rostliny jsou předmětem šlechtění a obchodu.
Okrasné rostliny mají velkou tradici – první zmínky pochází z egyptských hrobek, které se datují 1500 př. n. l. Jsou také prvkem zahradní architektury používaný v sadovnické tvorbě.
Mezi nejznámější okrasné rostliny patří růže, tulipán, narcis, třapatka, kopretina a další druhy.